# Цеппенфельд, Георг
Георг Цеппенфельд (нем. Georg Zeppenfeld; род. в 1970, Аттендорн, Северный Рейн-Вестфалия, ФРГ) — немецкий оперный и камерный певец (бас). Каммерзенгер Дрезденской государственной оперы (2015). Считается одним из лучших басов мира. Выступает на ведущих оперных сценах: Метрополитен опера, Ковент-Гарден, Ла Скала, Баварская опера,, Венская опера Байройтский фестиваль, Зальцбургский фестиваль и др.

## Биография
Георг Цеппенфельд родился в 1970 году в городе Аттендорн (Северный Рейн-Вестфалия). Учился в музыкальной школе там же и пел в хоре. Позже изучал музыкальную педагогику и германистику в Высшей школе музыки в Детмольде.
В 1996 году поступил в Высшую школу музыки Кёльна, где изучал оперное пение у профессора Ханса Зотина.
В 2001 году, после окончания обучения, стал штатным солистом Дрезденской оперы, которым оставался до 2005 года. Здесь, под руководством таких известных дирижёров, как Мюнг-Вун Чунг, Даниэле Гатти, Фабио Луизи, Кент Нагано, и др., ему удалось разработать широкий репертуар басовых партий разных эпох и стилей. К ним относятся партии из опер Моцарта: Зарастро («Волшебная флейта»), Комтур (Дон Жуан), Фигаро и Бартоло («Свадьба Фигаро») и Дон Альфонсо («Так поступают все женщины»), из опер Верди: Гардиано («Сила судьбы»), Спарафучиле («Риголетто»), Захария («Набукко»), Банко («Макбет») и Филиппа II («Дон Карлос»), из опер Вагнера: Фазольт («Золото Рейна»), ландграф Герман («Тангейзер»), король Марк («Тристан и Изольда») и Гурнеманц («Парсифаль»). Помимо этого он спел партию Пимена в опере Мусоргского «Борис Годунов». Цеппенфельд и по сей день день ежегодно выступает в этом театре, считая его «родным».
В 2002 году состоялся дебют Цеппенфельда на Зальцбургском фестивале в 2002 году в партиях Филебоса в опере «Царь Кандавл» Александра Цемлинского, и герцога Вероны в опере «Ромео и Джульетте» Шарля Гуно. С тех пор Цеппенфельд частый гость на фестивале.
В 2009 году впервые вышел на сцену нью-йоркского театра Метрополитен опера в партии Зарастро в опере Моцарта «Волшебная флейта».
Регулярно выступает также на Байройтском вагнеровском фестивале, где дебютировал в 2010 году в партии Генриха Птицелова опере «Лоэнгрин».
Одной из знаковых ролей Цеппенфельда стала партия Зарастро в опере «Волшебная флейта» Моцарта, которую он с успехом исполнял многократно на таких сценах, как Фестиваль в Баден-Бадене (2005), Опера Сан-Франциско (2007), Театр Ан дер Вин (2008), Метрополитен-опера (2009), Венская опера (2011), Баварская опера (2012), Театр Лисео и на Зальцбургском фестивале.
Помимо оперного творчества, выступает как камерный и концертный исполнитель. В его репертуаре камерная вокальная музыка Франца Шуберта, Хуго Вольфа, Иоганнеса Брамса, Антонина Дворжака и др., партии в вокально-симфонических произведениях Баха, Генделя, Гайдна, Моцарта, Бетховена, Верди, Малера и др.
Сотрудничал с такими дирижёрами, как Клаудио Аббадо, Курт Мазур, Николаус Арнонкур, Риккардо Шайи, Лейф Сегерстам, Кристиан Тилеман, Фабио Луизи, Антонио Паппано, Кент Нагано, Мюнг-Вун Чунг и др..

## Репертуар

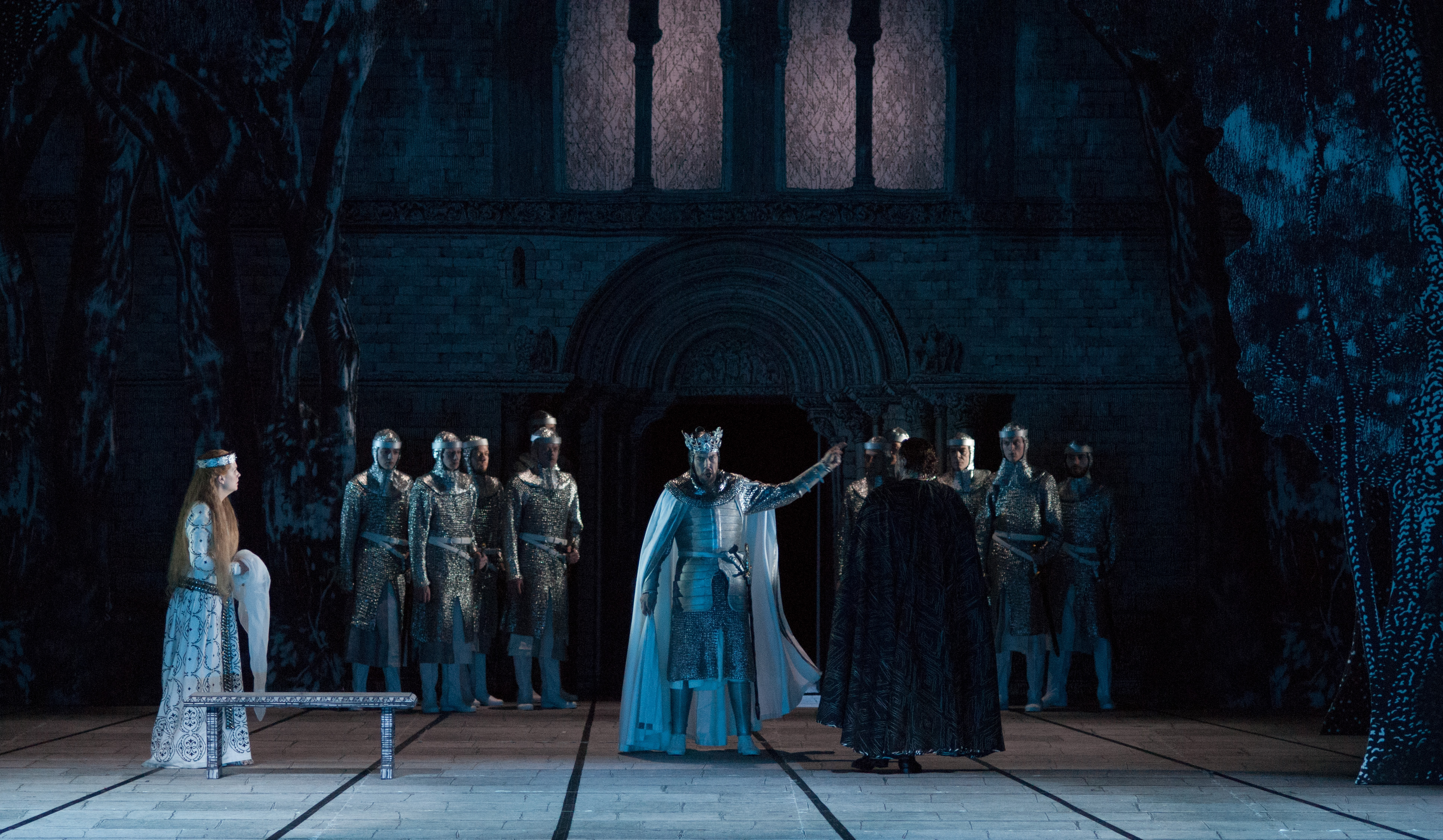
Цеппенфельд (в центре) в опере «Фьеррабрас» Шуберта, Зальцбургский фестиваль,

- Стефано Колонна — «Риенци» Р. Вагнера
- Генрих Птицелов — «Лоэнгрин» Р. Вагнера
- Фейт Погнер, Ночной сторож — «Нюрнбергские мейстерзингеры» Р. Вагнера
- король Марк — «Тристан и Изольда» Р. Вагнера
- Фазольт — «Золото Рейна» Р. Вагнера
- Хундинг — «Валькирия» Р. Вагнера
- Гурнеманц — «Парсифаль» Р. Вагнера
- Даланд — Летучий Голландец Р. Вагнера
- Падре Гвардиано — «Сила судьбы» Д. Верди
- Спарафучиле — «Риголетто» Д. Верди
- Захария — «Набукко» Д. Верди
- Банко — «Макбет» Д. Верди
- Рамфис — «Аида» Д. Верди
- Филипп II — «Дон Карлос» Д. Верди
- Аттила — «Аттила» Д. Верди
- Зарастро — «Волшебная флейта» В. А. Моцарта
- Командор — «Дон Жуан» В. А. Моцарта
- Фигаро, Бартоло — «Свадьба Фигаро» В. А. Моцарта
- Дон Альфонсо — «Так поступают все женщины» В. А. Моцарта
- Пеней — «Дафна» Р. Штрауса
- Ла Роше — «Каприччио» Р. Штрауса
- Старый герцог — «Гунтрам» Р. Штрауса
- Карл Великий — «Фьеррабрас» Ф. Шуберта
- Пимен — «Борис Годунов» М. Мусоргского
- Рокко — «Фиделио» Л. Бетховена
- граф Родольфо — «Сомнамбула» В. Беллини
- Лорд Сидней — «Путешествие в Реймс» Д. Россини
- Каспар — «Вольный стрелок» К. М. Вебера
- Тиресий — «Царь Эдип» И. Стравинского
- Водяной — «Русалка» А. Дворжака